# Augusto Ferrer-Dalmau
Augusto Ferrer-Dalmau Nieto (Barcelona, 20 de enero de 1964) es un pintor español de estilo realista y academicista, especializado en pintura de historia y de batallas. Retrata en muchos casos diversos aspectos y épocas de las Fuerzas Armadas españolas con gran naturalismo y atención al detalle.
Creador de la Fundación Arte e Historia Ferrer-Dalmau. Es doctorado honoris causa por la Universidad CEU San Pablo y miembro de la Real Academia de Bellas Artes de Santa Isabel de Hungría y de la Real Academia de San Romualdo de Ciencias, Letras y Artes. Su obra le ha valido numerosas distinciones y reconocimientos, entre ellos la Orden de Isabel la Católica, la Gran Cruz al Mérito Militar o la Medalla de Oro al Mérito en las Bellas Artes.

## Biografía y obra

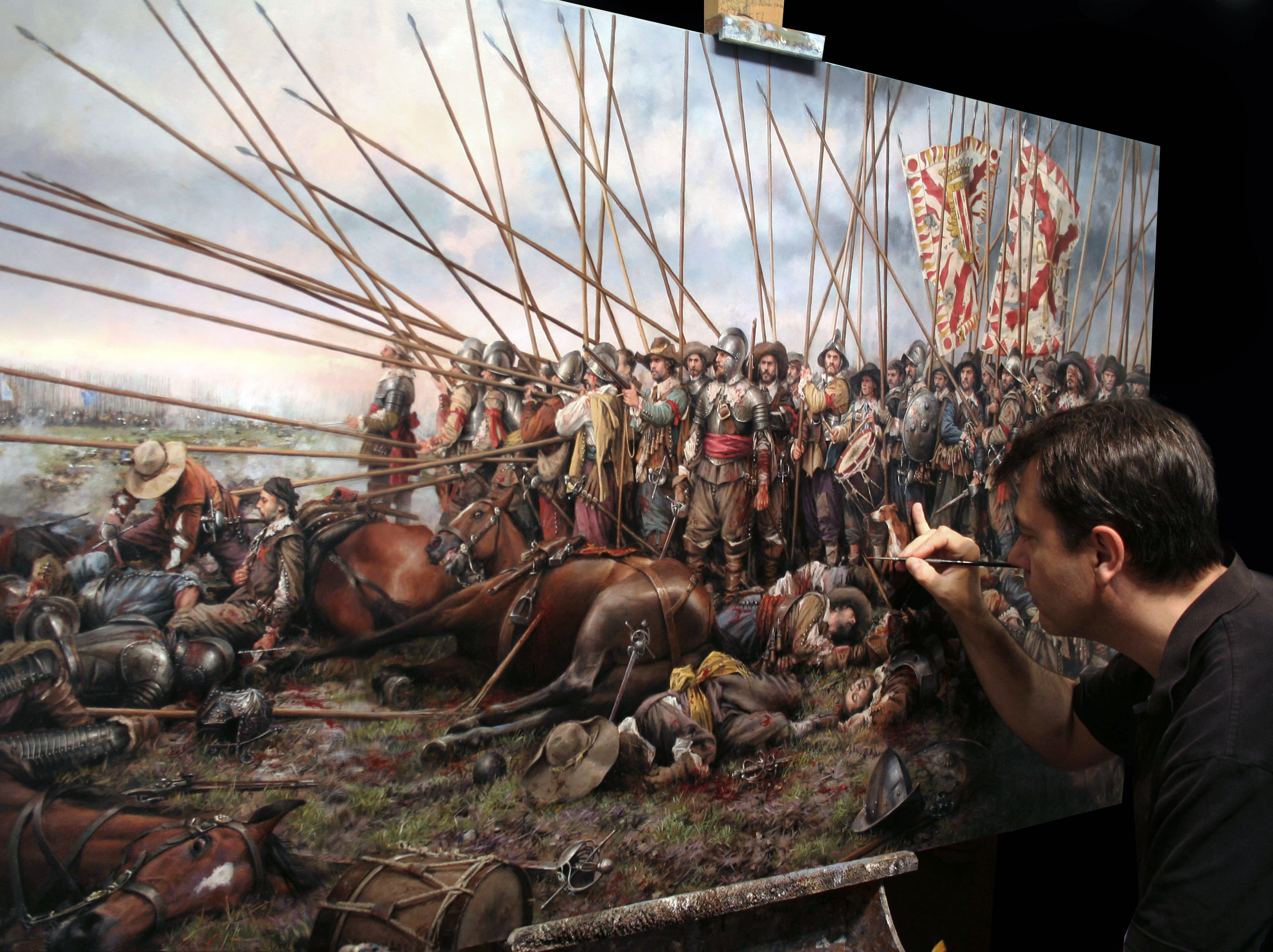
Ferrer-Dalmau pintando el cuadro Rocroi, el último tercio (2011).

Augusto Ferrer-Dalmau Nieto nació en el seno de una familia de la burguesía catalana vinculada al carlismo (es sobrino bisnieto del periodista e historiador carlista Melchor Ferrer Dalmau). Cursó sus estudios en el colegio jesuita de San Ignacio de Sarriá. A finales de los años 1980 trabajó como diseñador textil para distintas firmas, manteniendo siempre viva su afición por la pintura al óleo. Su vocación por la milicia y la historia le llevó también, desde muy joven, a pintar esta temática y escribir un libro (Batallón Román), aunque sus primeros trabajos independientes y autodidactas fueron paisajes, en especial marinas.
Más tarde, inspirado en la obra de Antonio López García, se centró en los ambientes urbanos y captó en sus lienzos los rincones de su Barcelona natal. Expuso en galerías de arte, y cosechó éxitos y buenas críticas. La obra de esta época está recogida en un monográfico del autor y en distintos libros generales de arte contemporáneo. A finales de los años 1990 decidió especializarse en la temática histórico-militar y comenzó a producir lienzos donde el paisaje se mezcla con elementos militares como soldados y caballería.

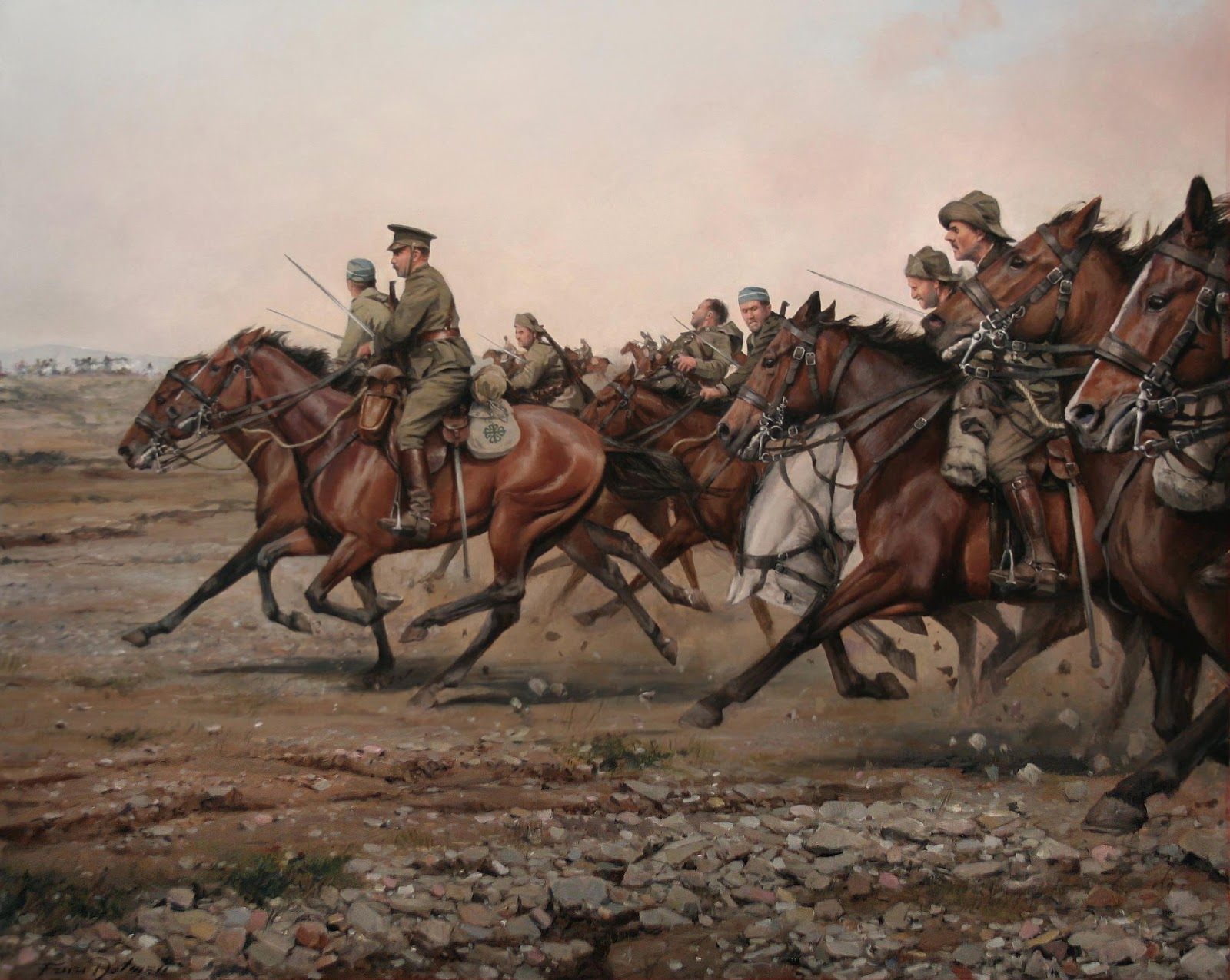
Carga del río Igan por el Regimiento Alcántara (2013).

Instalado en Madrid desde 2010, ha colaborado con diferentes editoriales, asociaciones, instituciones, y entidades especializadas en la recreación de la historia militar en España. Se han publicado distintos libros monográficos sobre su pintura. Hombre comprometido con la cultura y el arte, lanzó la revista, FD Magazine, en la que aborda la historia de España y de sus gentes desde una perspectiva artística y social. Su obra y difusión está gestionada por la empresa Historical Outline, y sus pinturas ilustran numerosos libros, también portadas y revistas, especialmente de historia.
Ferrer-Dalmau ha estado en zona de operaciones de un conflicto internacional como Afganistán, Siria, Líbano, Malí, Irak, Somalia, haciendo bocetos, tomando apuntes y pintando, mientras convivía con las tropas españolas de la ISAF en 2012.  El pintor compartió experiencias con el contingente de la ASPFOR XXXI, formado sobre la base de la Brigada Paracaidista, en Qala i Naw y en el puesto avanzado de combate (COP) Ricketts, en Moqur. Es la primera vez que un pintor español acude a una misión en el exterior para colaborar con el Ministerio de Defensa de España. Sin embargo, no es una práctica excepcional pues otros ejércitos tienen artistas de guerra, como el Cuerpo de Marines de los Estados Unidos, que cuenta en la actualidad con tres artistas oficiales, uno de ellos Michael D. Fay, presidente de The International Society of War Artists, sociedad de la que es miembro Ferrer-Dalmau. El pintor realizó el cuadro La patrulla como homenaje al soldado español. .En 2014 también estuvo pintando en la provincia de Helmand con las Fuerzas Armadas de Georgia . En mayo de 2016 con las tropas españolas en la misión del Líbano, en abril de 2018 con el Ejército Español en la Misión de Malí de la Unión Europea (EUTM-Mali) en septiembre del 2018 en Alepo (Siria) con el Ejército de la Federación de Rusia, en noviembre de 2019 estuvo pintando a las tropas españolas en Irak y en enero de 2023 tomando apuntes en el conflicto de Mogadiscio (Somalia), misión de la Unión Europea.

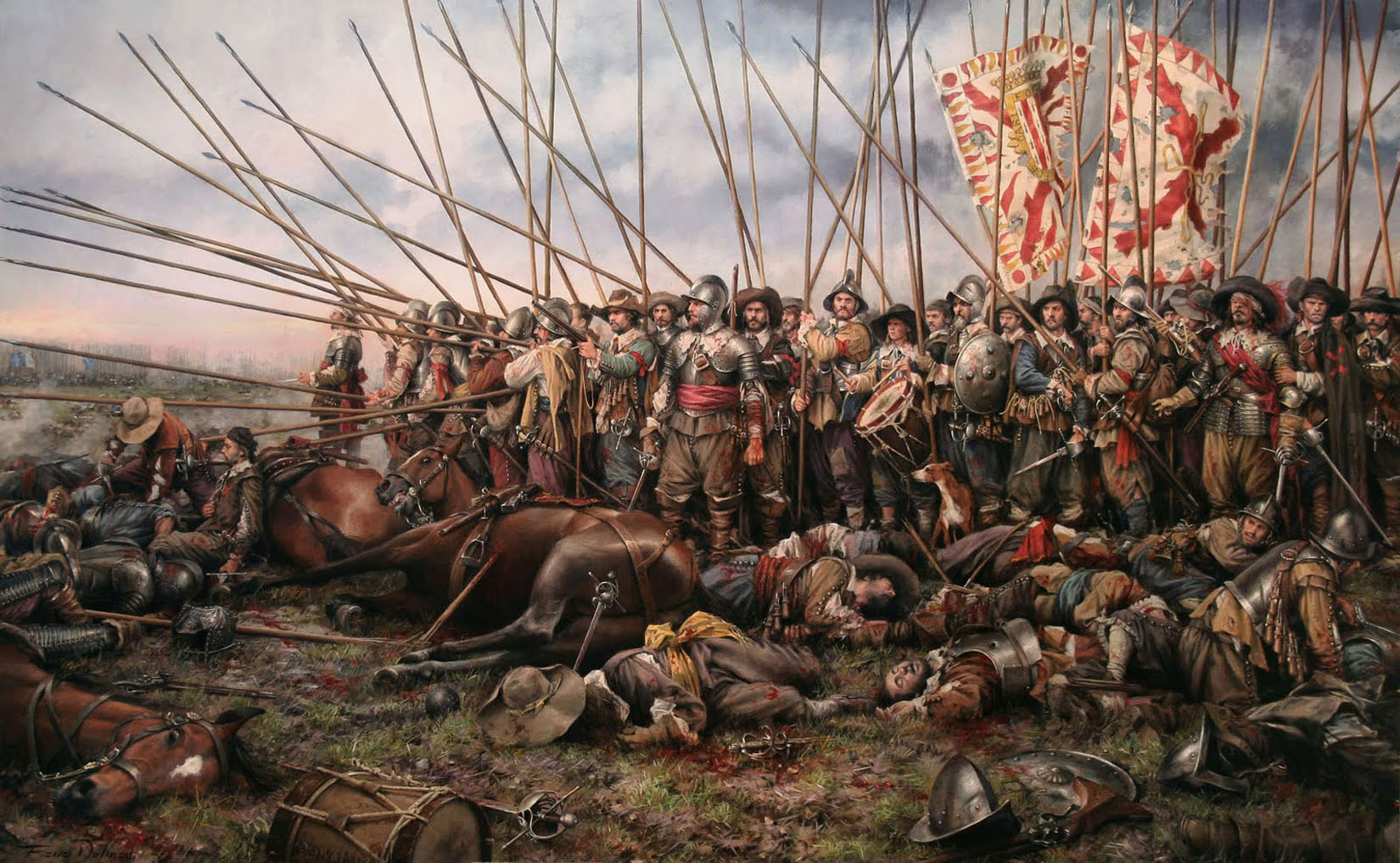
Rocroi, el último tercio (2011).

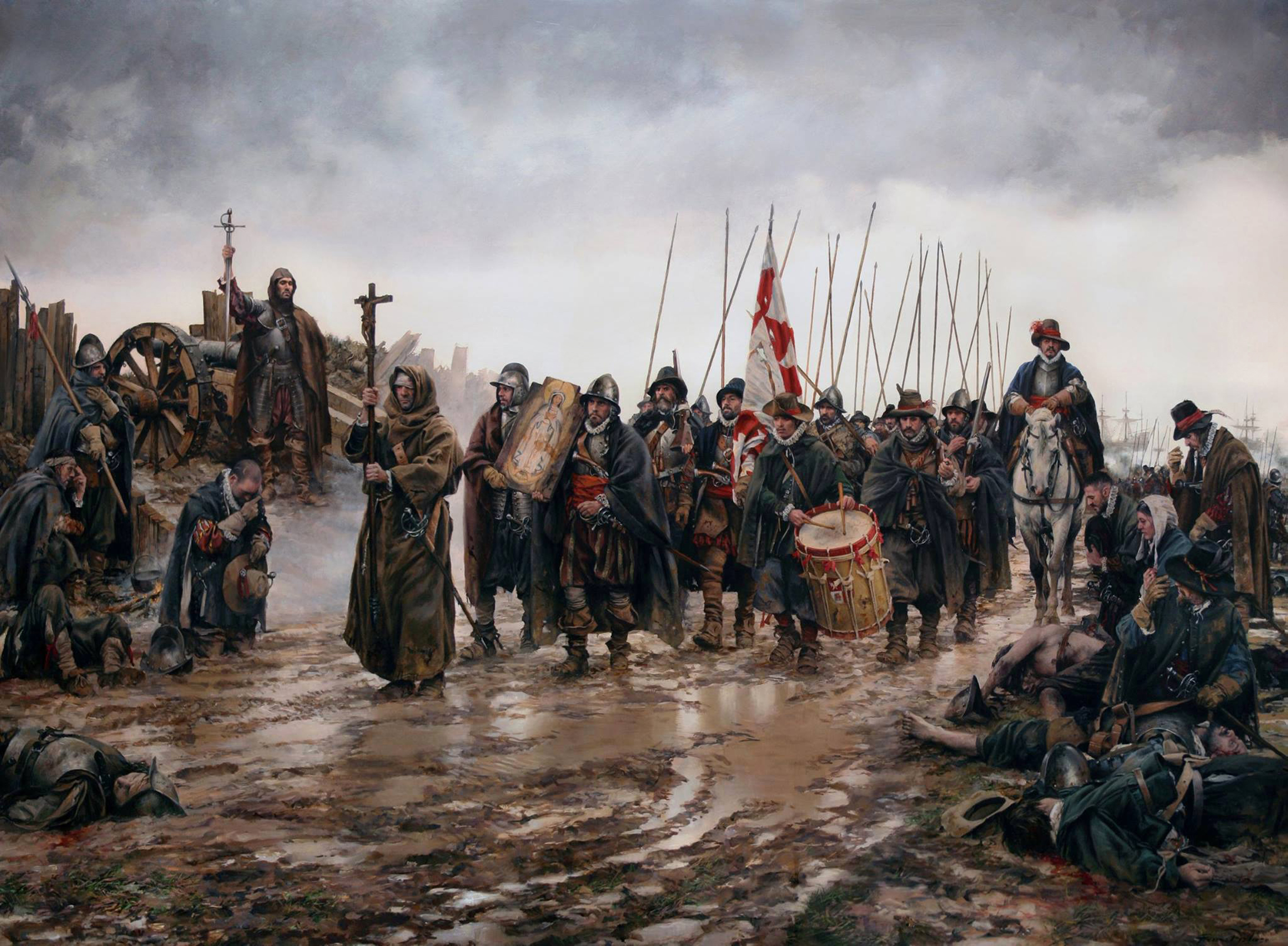
El milagro de Empel (2015).

## Exposiciones
Además de en colecciones particulares, su obra puede contemplarse en distintos museos, como el Museo de la Guardia Real (Palacio Real de El Pardo, Madrid), el Museo del Ejército, el Museo de la Academia General Militar (Zaragoza), el Museo de la Academia de Caballería de Valladolid, el Museo del Arma de Ingenieros (Madrid), el Museo Naval de Madrid, el Museo de Intendencia (Ávila), Museo Naval de San Fernando   (Cádiz), y el Museo Nacional de Georgia de la República de Georgia además de en salas Históricas de Unidades Militares o el Palacio Real de Valladolid y el Museo Central de las Fuerzas Armadas Moscú, Rusia. 
A lo largo de su trayectoria profesional ha realizado exposiciones individuales en galerías privadas de Barcelona, Madrid, Londres, París y Nueva York y centros oficiales.

## Reconocimientos

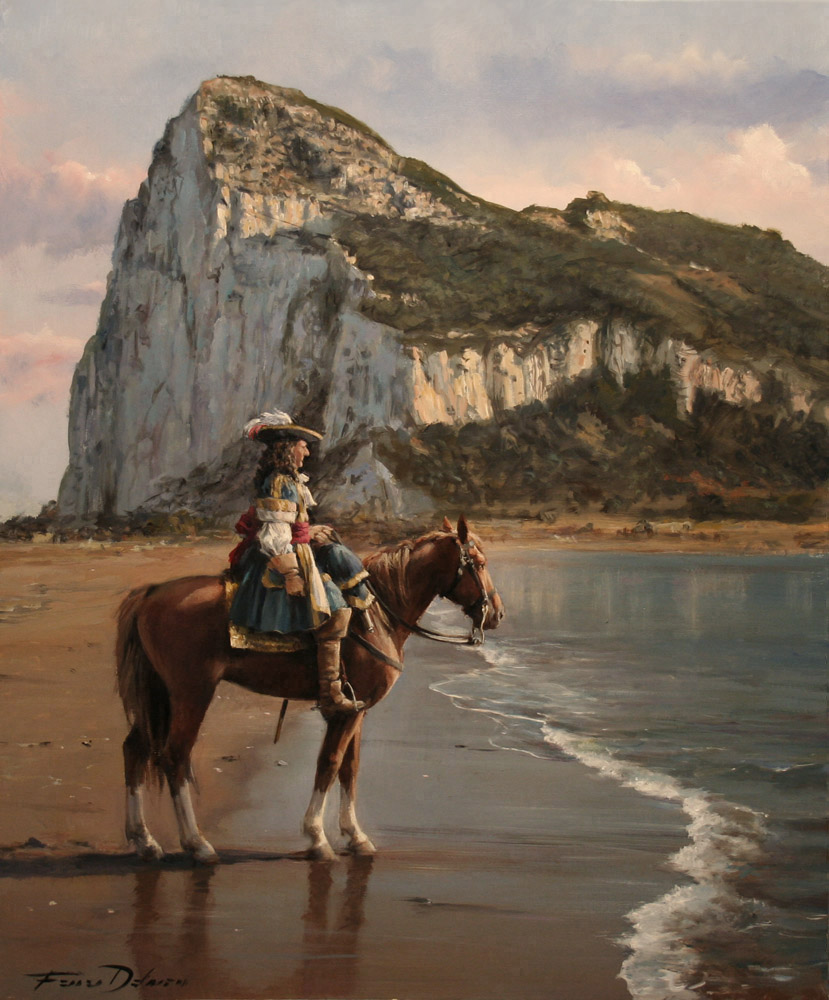
El último de Gibraltar (2011). Retrato de Diego de Salinas, último gobernador español de Gibraltar.

Escritores, políticos, periodistas y personalidades del panorama cultural español han reconocido la obra de Ferrer-Dalmau. En palabras de su amigo, el escritor y miembro de la Real Academia Española Arturo Pérez-Reverte: (2010)

Nadie, que yo conozca, pinta en España como Augusto Ferrer-Dalmau. Con tanta honradez y con tan admirable ausencia de complejos a la hora de recuperar las imágenes de nuestro largo pasado militar. Lo que en otros países es natural, pintores de batallas que fijan en sus lienzos la historia y la memoria de sus respectivas naciones, aquí resulta doblemente asombroso: por lo insólito del empeño y por la espléndida belleza del resultado. Eso convierte a Ferrer-Dalmau y su obra singular, extraordinaria, en algo especialmente raro. Y, como tal, precioso. Sus cuadros son escenas, retratos, claves necesarias para ilustrar nuestro pasado. Para recordar y reflexionar. Para comprender mejor, así, nuestras miserias, nuestras tragedias y nuestra grandeza.

En opinión del crítico de arte Josep Maria Cadena, en su trilogía Figures, Interiors i paisatgistes (1999):

La pintura de Ferrer-Dalmau no es de elaboración sencilla. Es necesario disponer de una sólida técnica, bien aprendida y repleta de recursos para poder llegar a interesar a unos seguidores de una pintura simplemente realista —sector más amplio que otros pero también reducido— que en su ámbito es muy exigente y pide una perfección que no todos los pintores pueden ofrecer. Ferrer-Dalmau sabe hacerlo y consigue siempre los efectos que se propone.

Augusto Ferrer-Dalmau ha sido galardonado con numerosos premios y distinciones por su trayectoria artística y por la difusión de la historia militar, entre los que se encuentran:

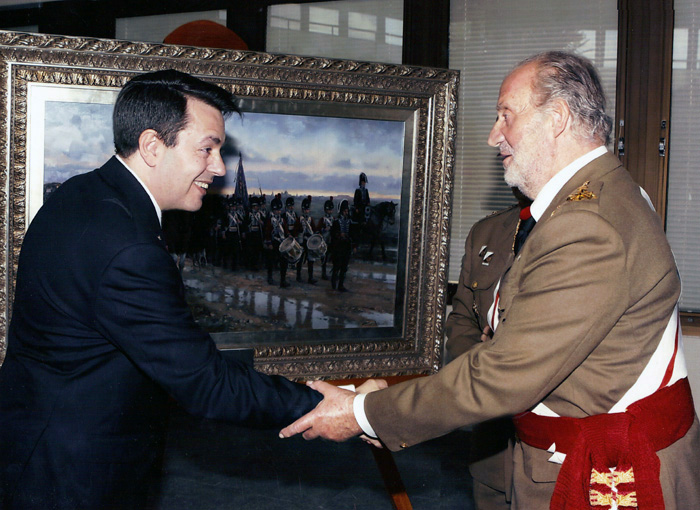
El Rey Juan Carlos I felicitando en 2010 a Ferrer-Dalmau por la obra realizada para conmemorar el III Centenario de la creación del Arma de Ingenieros (Museo de la Academia de Ingenieros, Madrid).

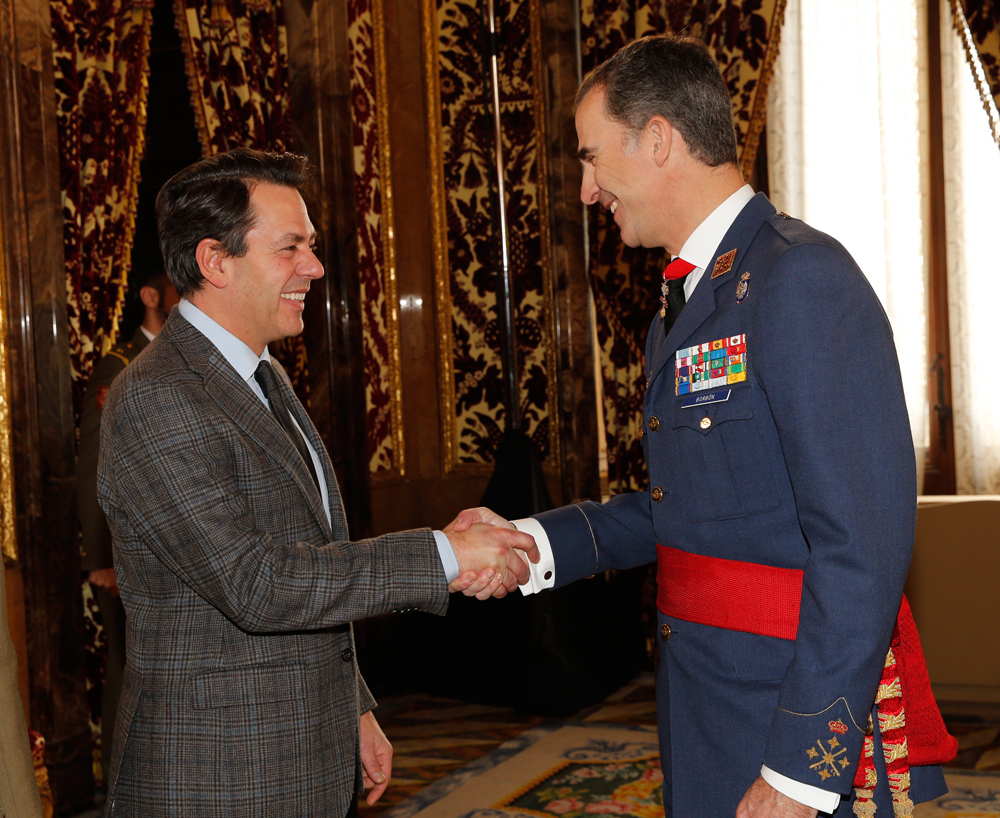
Recepción del rey Felipe VI de España a Augusto Ferrer-Dalmau por su trayectoria artística. Palacio Real de Madrid, 2015.

- Doctorado honoris causa por la Universidad CEU San Pablo.[46]
- Académico de la Real Academia de Bellas Artes de Santa Isabel de Hungría (Sevilla).[47]
- Medalla de Oro al Mérito en las Bellas Artes[48]
- Orden de Isabel la Católica.[49]
- Gran Cruz al Mérito Naval.[50]
- Gran Cruz al Mérito Militar.[51]
- Gran Cruz de la Cruz Fidelitas.[52]
- Orden del Mérito Civil Encomienda.
- Gran Cruz de la Orden del Mérito de la Guardia Civil.[53]
- Cruz de Plata de la Orden del Mérito de la Guardia Civil.[54][55]
- Cruz al Mérito Naval, con distintivo Blanco.[56]
- Cruz de la Orden del Mérito Policial con distintivo Blanco.
- Medalla al Mérito de la Protección Civil con distintivo Blanco.[57][58]
- Gran Estrella del Premio Serge Lazareff (OTAN).
- Cruz por la Cooperación Internacional del Ministerio de Asuntos Exteriores de la Federación de Rusia.
- Medalla por la consolidación de la comunidad militar del Ministerio de Defensa de Rusia.[59]
- Medalla al Mérito contra el terrorismo internacional del Ministerio de Defensa de Rusia.[60]
- Medalla al Mérito militar de la República de Georgia (Medalla General Kvinitadze).[61]
- Guardia Civil Honorario.[62][63][64]
- Maestrante de Honor y de Derecho de la Maestranza de Caballería de San Fernando.[65][66]
- Medalla de Oro de Madrid.[67][68]
- Académico de la Real Academia de San Romualdo de Ciencias, Letras y Artes.
- Académico de Número de la Academia de las Ciencias y las Artes Militares.[69]
- Académico de número de la Academia de la Diplomacia.[70]
- Medalla de Oro y brillantes de las Artes «Art Priest».[71]
- Medalla de Legionario de Honor.[72][73]
- Alabardero de Honor de la Guardia Real.[74]
- Cruz al Mérito Real Asociación de Hidalgos de España.[75]
- Gran Placa de la Imperial Orden Hispánica de Carlos V.
- Embajador de la Marca Ejército[76]
- Miembro de «The International Society of War Artists».[77]
- Premio Sabino Fernández Campo ABC y BBVA.[78]
- Premio del Aula Política al Mérito en Defensa de España de la Fundación Universitaria San Pablo CEU.[79]
- Premio nacional «Cultura Viva» a las artes plásticas.[80]
- Premio «Mariblanca» de la Casa de Madrid en Barcelona.[81]
- Premio «Racimo» de Pintura 2016[82]
- Premio Azor de la Brigada de Infantería Ligera Aerotransportable «Galicia» VII.
- Premio «Animosus Dux» de la Brigada de Infantería Mecanizada «Extremadura» XI.[83]
- Socio de Honor del Real Círculo de La Gran Peña (Madrid).[84]
- Socio de Honor del Real Casino de Madrid.[85]
- Socio de Honor del Círculo Ahumada de la Guardia Civil[86]
- Socio de honor de Los Sitios de Zaragoza.[87]
- Socio de honor del Círculo de Amigos de las Fuerzas Armadas.[88]
- Socio de honor de la Asociación Cultural Blas de Lezo.
- Caballero Almogávar Paracaidista de Honor.[89]
- Húsar Honorífico del Regimiento «Pavía».
- Diploma de la Inspección General del Ejército.[90]
- Aspas de Borgoña de la Sociedad Heráldica Española.[91]
- Regular de Honor del G. R. «Melilla» 52.
- Orden del Regimiento de Infantería «Asturias».
- Artillero Honorífico del RACA20.
- Jinete de Honor de la Academia de Caballería de Valladolid.
- Lancero de Honor del Regimiento de Caballería «España».
- Soldado Acorazado de Honor de la Brigada Acorazada «Guadarrama» XII.[92]
- Soldado Honorífico del RT 22.[93]
- Lancero de Honor del Regimiento de Caballería «Farnesio» n.º 12.
- Cazador Honorífico del Regimiento de Cazadores de Montaña «América» n.º 66[94]
- Cazador Honorífico del Regimiento «Alcántara».[95]
- Arcabucero de Honor. Regimiento de Infantería Ligera «Soria» n.º 9.
- Medalla del Centenario de la Virgen del Pilar de la Guardia Civil.[96]
- Medalla del 350 Aniversario del Regimiento de Infantería «Asturias».[97]
- Premio Capitán de Galeones de la Fundación Puerta de América.[98]

## Galería

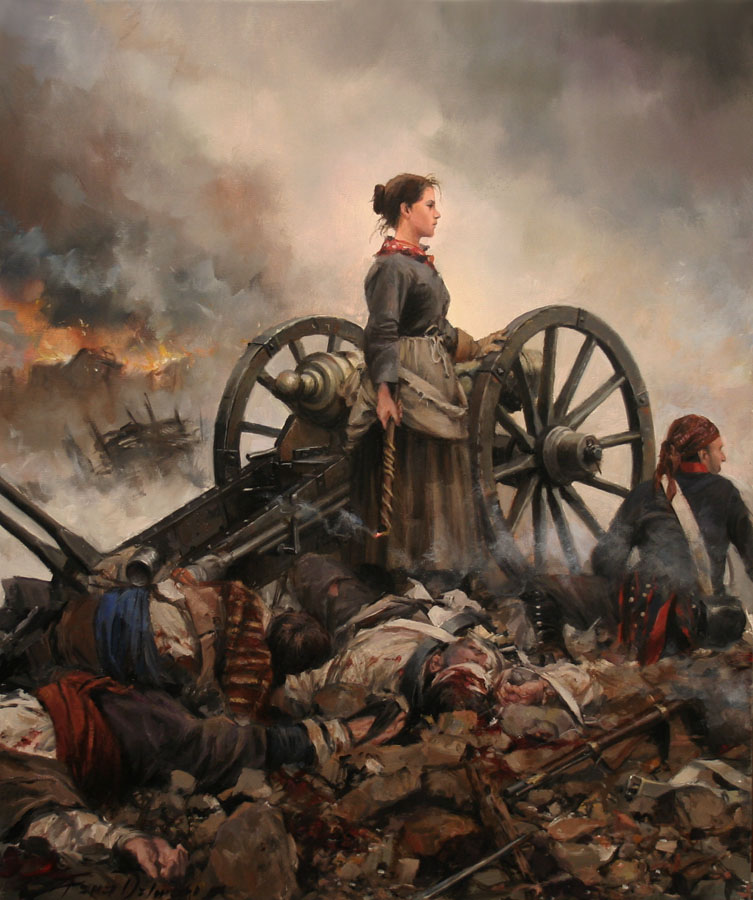
Agustina de Aragón (2012).
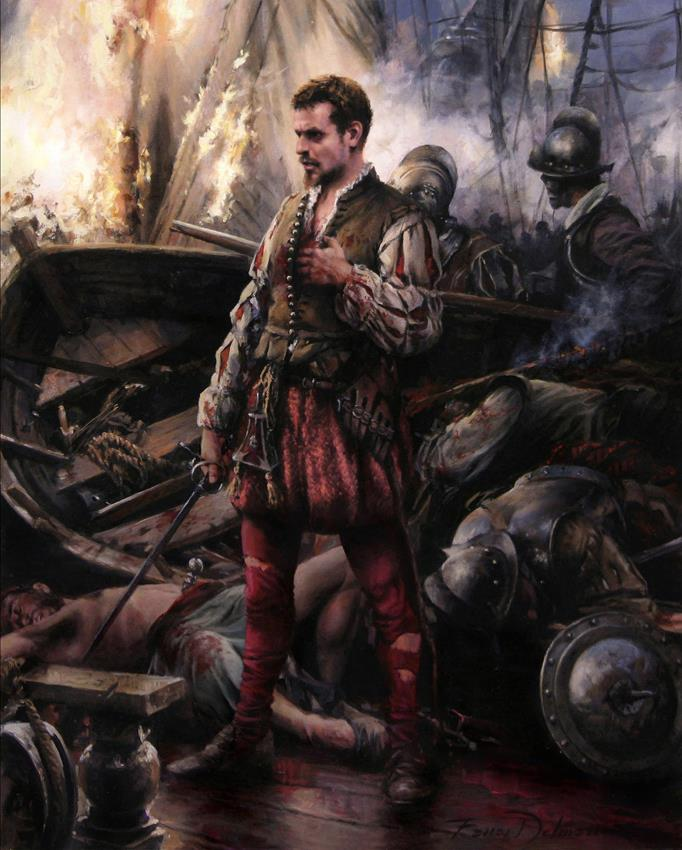
Cervantes en Lepanto.
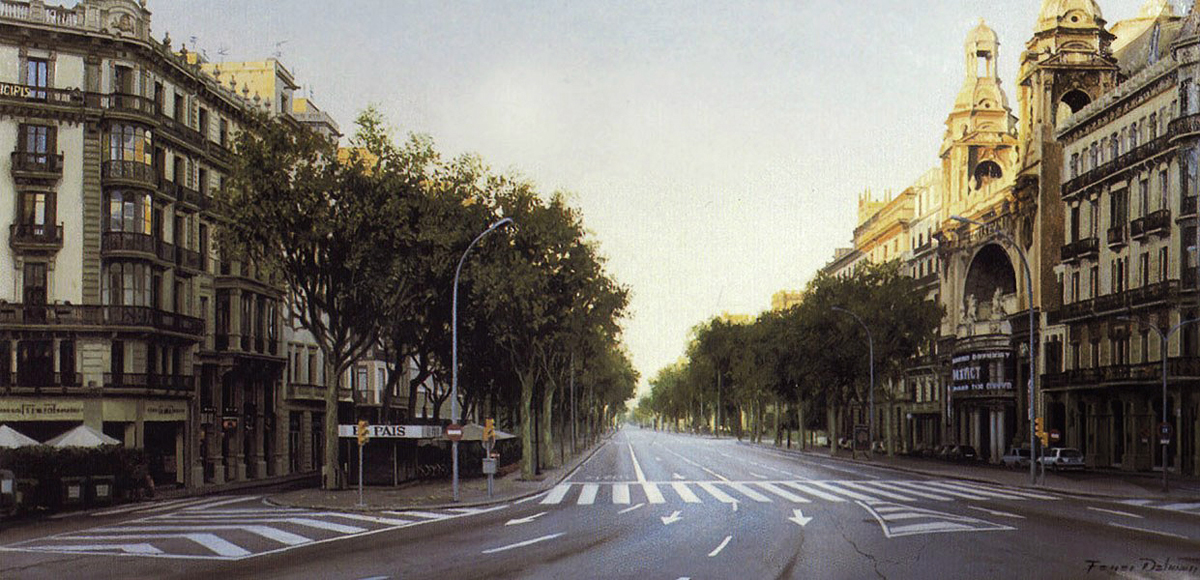
Gran Vía de Barcelona (1995).
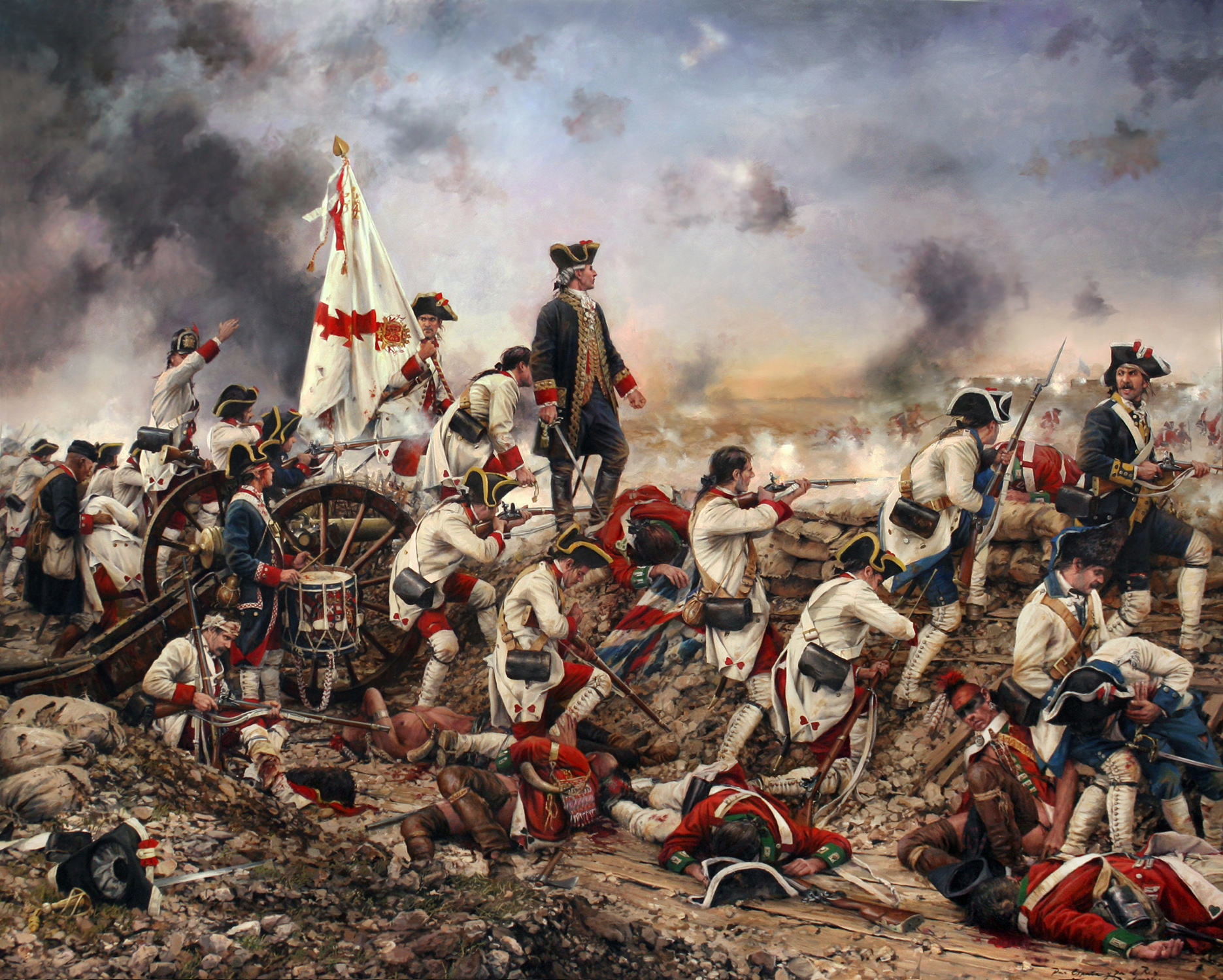
Por España y por el Rey, Gálvez en América (2015).
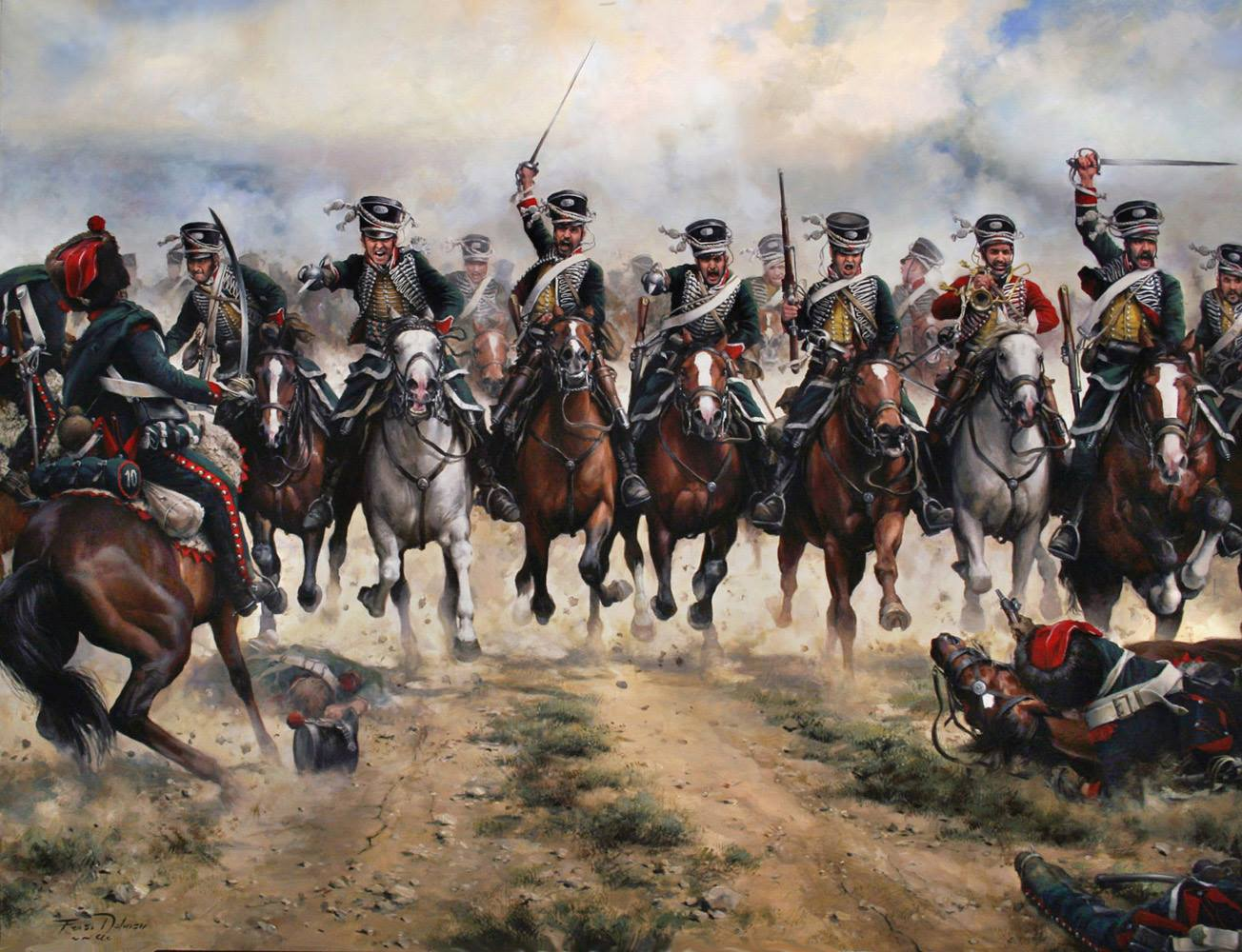
La Degollá, carga de los Dragones de Almansa 1809.
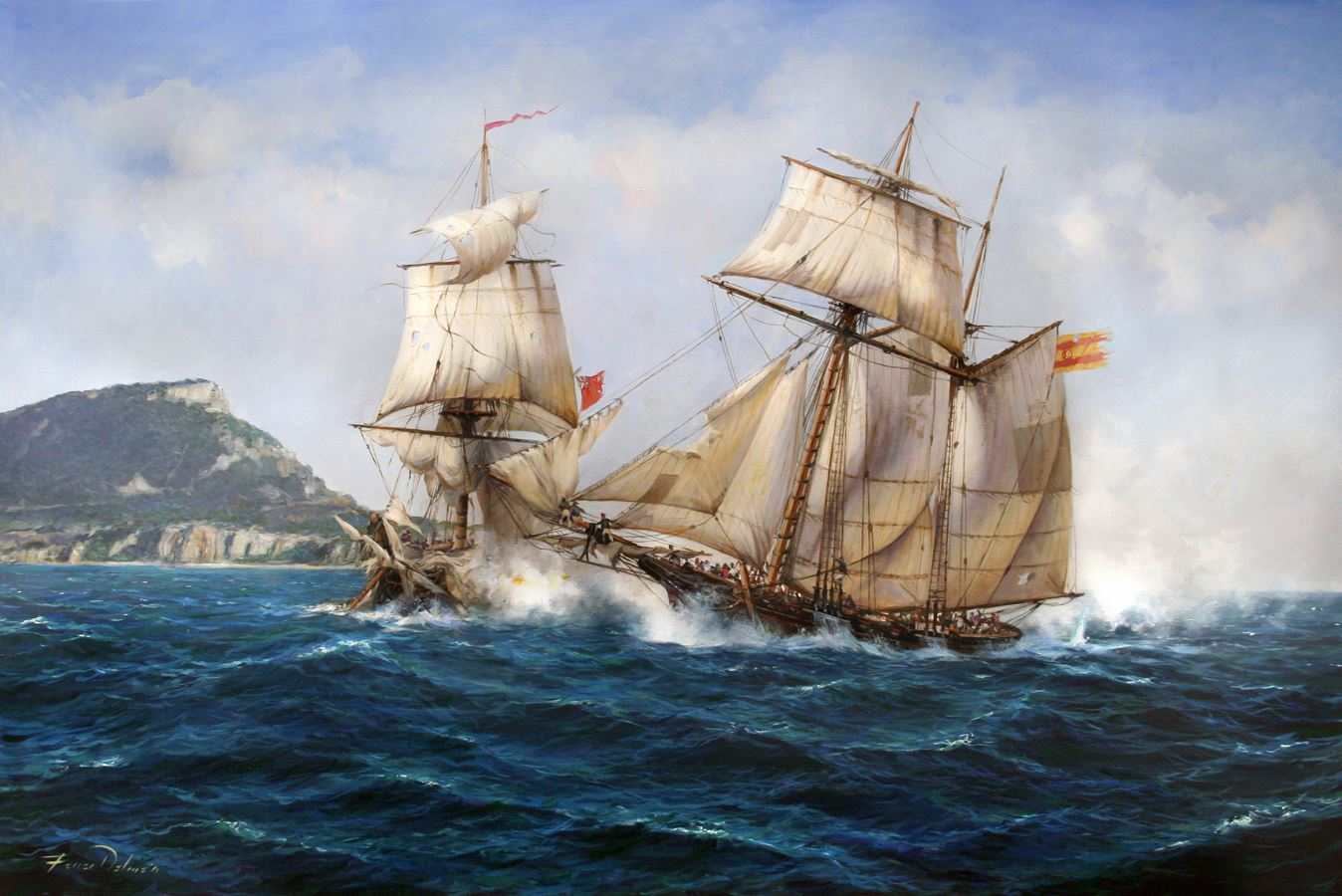
Presa en Gibraltar (2016).
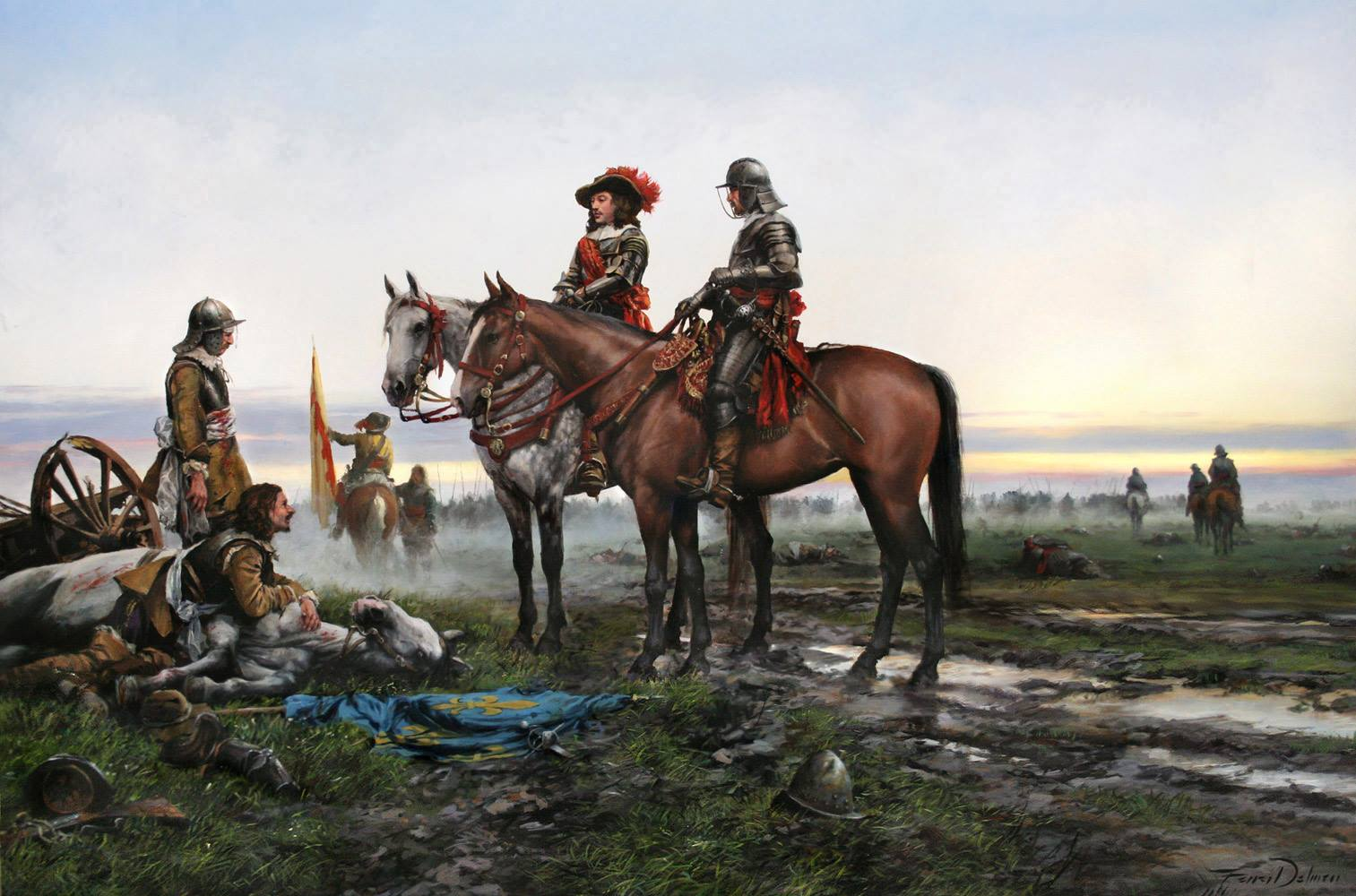
La batalla de Valenciennes.